# 天主教埃武拉總教區
天主教埃武拉總教區（拉丁語：Archidioecesis Eborensis），是羅馬天主教會以葡萄牙南部埃武拉為中心的一個總主教區。下轄兩個教區，貝雅教區和法魯教區。
2011年，有275,700名教友，估轄區總人口85.9%，有158個堂區、92名司鐸、14名終身執事、37名修士、183名修女。現任總主教為若瑟·F·S·阿爾維斯。
最遲在4世紀已有埃武拉主教。1544年升為總教區。